# Alena Olsen
Alena Olsen, född 6 december 1995, är en amerikansk rugbyspelare. Hon ingick i det amerikanska lag som tog brons i sjumannarugby vid OS 2024 i Paris.